# NGC 7449
NGC 7449 (другие обозначения — PGC 70196, UGC 12292, MCG 6-50-16, ZWG 515.18) — эллиптическая галактика (E) в созвездии Андромеда.
Этот объект входит в число перечисленных в оригинальной редакции «Нового общего каталога».